# Porthmologa
Porthmologa é um gênero de traça pertencente à família Agonoxenidae.